# 텍스트 기반 게임
텍스트 기반 게임 또는 텍스트 게임은 텍스트 사용자 인터페이스를 사용하는 전자 게임이다. 즉, 사용자 인터페이스는 비트맵이나 벡터 그래픽 대신 ASCII와 같은 인코딩 가능한 문자 집합을 사용한다.
모든 텍스트 기반 게임은 전신타자기가 입력 형식으로 메인프레임 컴퓨터와 인터레이스되어 출력이 종이에 인쇄되었던 적어도 1960년대 이후로 잘 문서화되어 있다. 이에 따라 1960년대와 1970년대에 스프린터를 사용하는 컴퓨터용으로 주목할만한 타이틀이 개발되었으며, 적어도 1970년대 중반부터 비디오 단말기용으로 더 많은 게임 타이틀이 개발되어 그 10년과 1980년대에 최고의 인기를 얻었다. 초기 온라인 게임으로 1990년대 중반까지 계속되었다.
일반적으로 텍스트가 아닌 그래픽을 사용하는 비디오 게임으로 대체되었지만 텍스트 기반 게임은 계속해서 독립 개발자에 의해 작성된다. 이는 비디오 게임 장르, 특히 모험 및 롤플레잉 비디오 게임을 선동하는 기초가 되었다.

## 같이 보기
- 아스키 아트